# 流氷原
『流氷原』（りゅうひょうげん、See You Later）はヴァンゲリスが1980年に発表したアルバム。

## 曲目
1. アイ・キャント・テイク・イット・エニモア - I Can't Take It Anymore (5:38)
2. マルティトラック・サジェスチョン - Multitrack Suggestion (5:32)
3. メモリーズ・オブ・グリーン - Memories Of Green (5:44)
4. オール・オブ・イット - Not A Bit-All Of It (2:55)
5. サフォケイション - Suffocation (9:21)[1]
6. シー・ユー・レイター - See You Later (10:22)

## 概要
ヴァンゲリス名義のアルバム（サウンドトラックを除く）としては『天国と地獄』に続いて2度目のジョン・アンダーソン参加作品。
3曲目の「メモリーズ・オブ・グリーン」は映画『ブレードランナー』に使用された（アルバム『ブレードランナー』に収録）。

「サフォケイション」に、イエスのジョン・アンダーソンがヴォーカルで参加している。

前作『チャイナ』や本作に続く『炎のランナー』と比較して特にプログレッシブ色が強く、そのためかアルバムの帯にもアバンギャルドな作風である旨の表現が見られる。

収録曲のほかに、My Love / Domestic logic 1 / Neighbours above / Fertilization の4曲が録音されたが、アルバムに収録されず、前2曲がシングルとして発売され、後2曲は没となった。

また、ヴォーカルで参加しているPeter Marshはヴァンゲリスの作曲・プロデュースで同時期にシングル（Don't be foolish / Doesn't matter）を発表している。

なお、アルバムの邦題「流氷原」が英題「See You Later」と結びつかないが、アルバムジャケットに描かれた背景が流氷であることによるものと見られる。